# The Home Stretch (film 1921)
The Home Stretch è un film muto del 1921 diretto da Jack Nelson. La sceneggiatura si basa su When Johnny Comes Marching Home, racconto di Charles Belmont Davis pubblicato nell'ottobre 1914 su Metropolitan Magazine. Prodotto da Thomas H. Ince e distribuito dalla Paramount, aveva come interpreti Douglas MacLean, Beatrice Burnham, Walt Whitman, Margaret Livingston, Wade Boteler, Mary Jane Irving, Charles Hill Mailes.

## Trama

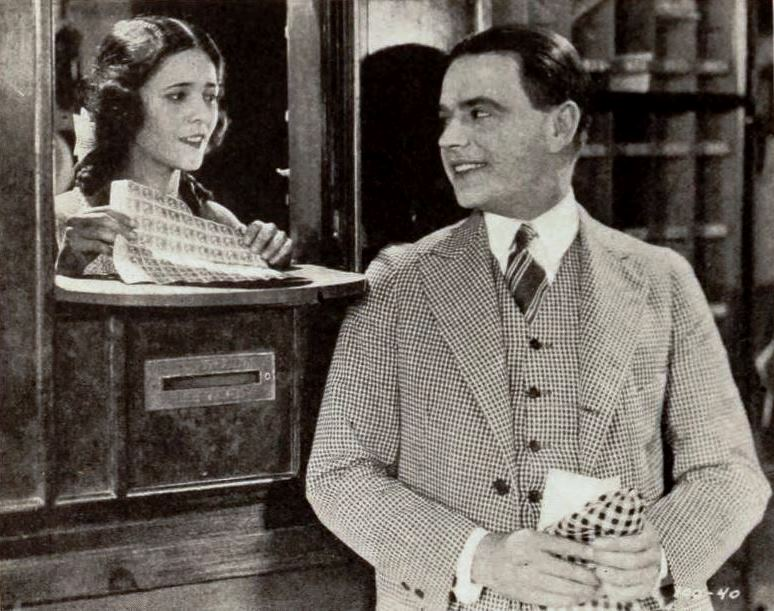
Beatrice Burnham e Douglas MacLean

Dopo aver ereditato Honeyblossom, un purosangue, Johnny Hardwick fa gareggiare la cavalla, puntando tutti i suoi averi su di lei. Durante la gara, però, salvando la vita a Gwen Duffy, fa perdere la corsa a Honeyblossom. Il signor Duffy, per riconoscenza, lo assume nel suo hotel come direttore. Lì, Johnny conosce e si innamora di Margaret Warren, ma il rapporto si incrina con la comparsa di Molly, una sua amica. Johnny, dopo aver guadagnato dei soldi con Honeyblossom, se ne va via. Un anno dopo, al suo ritorno, scopre che Margaret è sul punto di sposare Hi Simpkins. Tutto sembra perduto, ma Duffy gli riporta Margaret e i due innamorati finalmente si riconciliano.

## Produzione
Il film fu prodotto dalla Thomas H. Ince Corporation.

## Distribuzione
Il copyright del film, richiesto dalla Thomas H. Ince Productions, fu registrato il 23 aprile 1921 con il numero LP16417.
Distribuito dalla Paramount Pictures e Famous Players-Lasky Corporation, il film uscì nelle sale cinematografiche degli Stati Uniti 24 aprile 1921.
Copie della pellicola incompleta (mancante di un rullo) sono conservate negli archivi della Library of Congress di Washington, in quelli dell'UCLA Film And Television Archive di Los Angeles e in quelli dell'Academy Film Archive di Beverly Hills.
Il film è stato riversato e commercializzato in DVD.